# Jacques Grésa
Jacques Grésa né le 16 mai 1898 à Canet (Pyrénées-Orientales) et mort le 27 juillet 1964 dans cette même commune, est un homme politique français. Membre du Parti communiste français, il est député de la Seine de 1936 à 1940, puis de la Haute-Garonne de 1945 à 1951.

## Biographie
Fils de commerçant, Jacques Grésa se destine à l'enseignement mais la guerre interrompt ses études. Il entre dans l'administration des finances et milite au syndicat des contributions indirectes. 
Entré au Parti communiste en 1925, il est élu conseiller municipal à Paris et conseiller général de la Seine en 1935. Il est député de la Seine de 1936 à 1940.
S'étant inscrit au groupe ouvrier et paysan français après la dissolution du groupe communiste à la Chambre des députés, il est arrêté, déchu de son mandat le 21 janvier 1940 et condamné le 3 avril 1940 par le 3e tribunal militaire de Paris à cinq ans de prison, 4 000 francs d'amende et cinq ans de privation de ses droits civiques. 
Interné à Maison Carrée en Algérie, il est libéré après le débarquement allié en Afrique du Nord en 1943. Il devient alors directeur de cabinet de Fernand Grenier,  commissaire de l'Air dans le gouvernement d'Alger, puis de son successeur Charles Tillon, ministre de l'Air. 
Après la guerre, il est élu député de la Haute-Garonne de 1945 à 1951. Il est questeur, puis secrétaire de la Chambre. Il est notamment membre de la commission des finances et du contrôle budgétaire et de celle de la défense nationale.

## Publications
- Complots contre l'aviation française : un épisode de la lutte pour l’indépendance nationale, Paris, Éditions France d'Abord, 1946, 224 p.
- Les patriotes catalans et le conventionnel Joseph Cassanyes, défenseurs de la République, préface d'André Marty,  présentation, biographies et notes par Robert Saut et Georges Sentis, Éditions M-R, impr. 2019, 128 p.
- Écrits de prison : octobre 39-février 43, présenté par Georges Sentis, docteur en histoire, Perpignan, Éditions M-R, 2009

## Odonymes
- Place Jacques-Grésa à Canet-en-Roussillon (sa commune natale), dans les Pyrénées-Orientales.

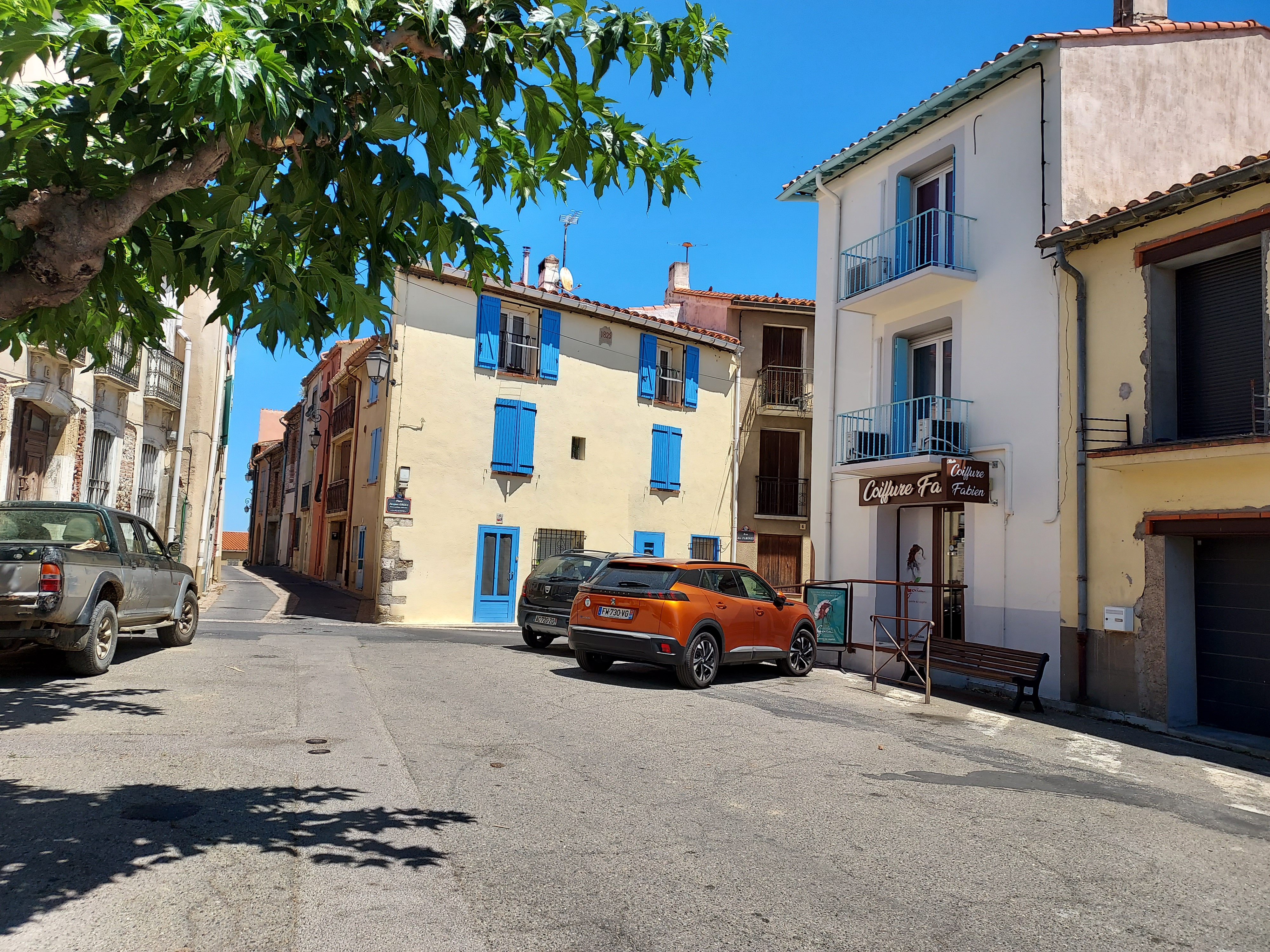
La place Jacques-Grésa à Canet-en-Roussillon.